# العلاقات الكاميرونية التركية
العلاقات الكاميرونية التركية هي العلاقات الثنائية التي تجمع بين الكاميرون وتركيا.

## مقارنة بين البلدين
هذه مقارنة عامة ومرجعية للدولتين:
| وجه المقارنة                                              | الكاميرون                      | تركيا         |
| --------------------------------------------------------- | ------------------------------ | ------------- |
| المساحة (كم2)                                             | 475.44 ألف                     | 783.56 ألف    |
| عدد السكان (نسمة)                                         | 24.05 مليون                    | 80.14 مليون   |
| الكثافة السكانية (ن./كم²)                                 | 50.58                          | 102.28        |
| العاصمة                                                   | ياوندي                         | أنقرة         |
| اللغة الرسمية                                             | لغة فرنسية، لغة إنجليزية       | اللغة التركية |
| العملة                                                    | فرنك وسط أفريقي                | ليرة تركية    |
| الناتج المحلي الإجمالي (بليون دولار)                      | 34.80 مليار                    | 851.10 مليار  |
| الناتج المحلي الإجمالي (تعادل القوة الشرائية) بليون دولار | 72.72 مليار                    | 1.57 تريليون  |
| الناتج المحلي الإجمالي الاسمي للفرد دولار أمريكي          | 1.22 ألف                       | 9.12 ألف      |
| الناتج المحلي الإجمالي للفرد دولار أمريكي                 | 2.97 ألف                       | 19.79 ألف     |
| مؤشر التنمية البشرية                                      | 0.512                          | 0.761         |
| رمز المكالمات الدولي                                      | +237                           | +90           |
| رمز الإنترنت                                              | .cm                            | .tr           |
| المنطقة الزمنية                                           | توقيت غرب أفريقيا، ت ع م+01:00 | ت ع م+03:00   |

## مدن متوأمة
في ما يلي قائمة باتفاقيات التوأمة بين مدن كاميرونية وتركية:
- ترتبط دوالا مع أخيسار باتفاقية توأمة.

## منظمات دولية مشتركة
يشترك البلدان في عضوية مجموعة من المنظمات الدولية، منها:
| علم المنظمة | اسم المنظمة                                                | تاريخ انضمام الكاميرون | تاريخ انضمام تركيا |
| ----------- | ---------------------------------------------------------- | ---------------------- | ------------------ |
|             | وكالة ضمان الاستثمار متعدد الأطراف                         | 7 أكتوبر 1988          | 3 يونيو 1988       |
|             | الأمم المتحدة                                              | 20 سبتمبر 1960         | 24 أكتوبر 1945     |
|             | العملية المشتركة للاتحاد الأفريقي والأمم المتحدة في دارفور | ?                      | ?                  |
|             | الفريق المعني برصد الأرض                                   | ?                      | ?                  |
|             | منظمة التعاون الإسلامي                                     | ?                      | 25 سبتمبر 1969     |
|             | منظمة حظر الأسلحة الكيميائية                               | ?                      | ?                  |
|             | منظمة التجارة العالمية                                     | ?                      | 26 مارس 1995       |
|             | منظمة الشرطة الجنائية الدولية                              | ?                      | ?                  |
|             | البنك الإفريقي للتنمية                                     | ?                      | ?                  |
|             | مؤسسة التنمية الدولية                                      | 10 أبريل 1964          | 22 ديسمبر 1960     |
|             | يونسكو                                                     | 11 نوفمبر 1960         | 4 نوفمبر 1946      |
|             | الاتحاد البريدي العالمي                                    | ?                      | ?                  |
|             | البنك الدولي للإنشاء والتعمير                              | 10 يوليو 1963          | 11 مارس 1947       |
|             | المنظمة الهيدروغرافية الدولية                              | ?                      | ?                  |
|             | الاتحاد الدولي للاتصالات                                   | 22 ديسمبر 1960         | 1866               |
|             | مؤسسة التمويل الدولية                                      | 1 أكتوبر 1974          | 19 ديسمبر 1956     |
|             | المركز الدولي لتسوية المنازعات الاستشارية                  | 2 فبراير 1967          | 2 أبريل 1989       |

## أعلام
هذه قائمة لبعض الشخصيات التي تربطها علاقات بالبلدين:
- أليوم بوكار (لاعب كرة قدم كاميروني، 3 يناير 1972[22] – )
- غوستاف بيب (لاعب كرة قدم كاميروني، 22 يونيو 1982 – )

## وصلات خارجية
- موقع وزارة الخارجية الكاميرونية
- موقع وزارة الخارجية التركية